# Potok Radziszowski
Potok Radziszowski – potok, prawy dopływ Potoku Kubickowego.
Potok wypływa na wysokości około 810 m w dolinie wciosowej na południowo-zachodnich stokach Kułakowego Wierchu w Gorcach. Spływa początkowo w kierunku południowym, potem południowo-wschodnim i na wysokości około 695 m uchodzi do Potoku Kubickowego przed zabudowaniami należącego do Klikuszowej osiedla Walentkówka.
Cała zlewnia Potoku Radziszowskiego znajduje się w granicach wsi Klikuszowa w województwie małopolskim, w powiecie nowotarskim, w gminie Nowy Targ. Tylko jej źródłowe partie znajdują się w lesie. Większa część zlewni to obszar łąk należących do tej wsi.